# Nationaal park Nyungwe Forest
Het Nyungwe Forest ligt in het zuidwesten van Rwanda, op de grens met Burundi in het zuiden, het Kivumeer en de Democratische Republiek Congo in het westen. Het Nyungwe Forest is waarschijnlijk het best bewaarde nevelwoud in Centraal-Afrika. Het is gelegen in het stroomgebied tussen het stroomgebied van de rivier de Congo in het westen en het stroomgebied van de Nijl in het oosten. In 2006 werd de bron van de Nijl hier gevonden door de Brit Neil McGrigor en de Nieuw-Zeelandse Cam McLeay en Garth MacIntyre.
Nyungwe Forest National Park werd opgericht in 2004 en beslaat een oppervlakte van ongeveer 970 km2 regenwoud, bamboe, grasland en moerassen. De dichtstbijzijnde stad is Cyangugu, 54 km naar het westen. Mount Bigugu ligt binnen de parkgrenzen.

## Diersoorten
Het Nyungwe Forest heeft een grote verscheidenheid aan diersoorten, waardoor het behoud ervan van groot belang is voor Afrika. Het bos ligt in een regio waar verschillende grote bio-geografische zones samenkomen en de verscheidenheid aan terrestrische biomen biedt een grote hoeveelheid microhabitats voor veel verschillende soorten planten en dieren.
Het park bevat 13 soorten primaten (25% van het totaal van Afrika), 275 vogelsoorten, 1068 plantensoorten, 85 zoogdierensoorten, 32 amfibiesoorten en 38 reptielensoorten. Veel van deze dieren zijn soorten met een beperkt bereik die alleen in de ecoregio Albertine Rift bergbossen in Afrika voorkomen. Het aantal endemische soorten dat hier wordt gevonden, is zelfs groter dan in enig ander bos in de Albertine Rift bergbossen dat is onderzocht. Het bos, dat zijn maximale hoogte van 3000 meter boven zeeniveau bereikt, is met name interessant voor de aanwezigheid van kolonies chimpansees (Pan-holbewoners) en Zuidelijke franjeaap (Colobus angolensis), de laatste is nu uitgestorven in Angola omdat er intens op ze gejaagd werd.

### Soorten primaten
- Chimpansee (Pan troglodytes)
- Zuidelijke franjeaap (Colobus angolensis ruwenzori)
- L'Hoëstmeerkat (Cercopithecus l'hoesti)
- Zilvermeerkat (Cercopithecus doggetti)
- Gouden meerkat (Cercopithecus kandti)
- Uilenkopmeerkat (Cercopithecus hamlyni)
- Roodstaartmeerkat (Cercopithecus ascanius)
- Dentmeerkat (Cercopithecus denti)
- Vervet (Chlorocebus pygerythrus)
- Groene baviaan (Papio anubis)
- Mantelmangabey (Lophocebus albigena)